# Riwne (Kowel)
Riwne (ukrainisch Рівне; russisch Ровное/Rownoje, polnisch Równo) ist ein Dorf in der Westukraine in der Oblast Wolyn, Rajon Kowel etwa 16 Kilometer westlich der ehemaligen Rajonshauptstadt Ljuboml und 118 Kilometer nordwestlich der Oblasthauptstadt Luzk am Flüsschen Bystrjak (Бистряк) gelegen.

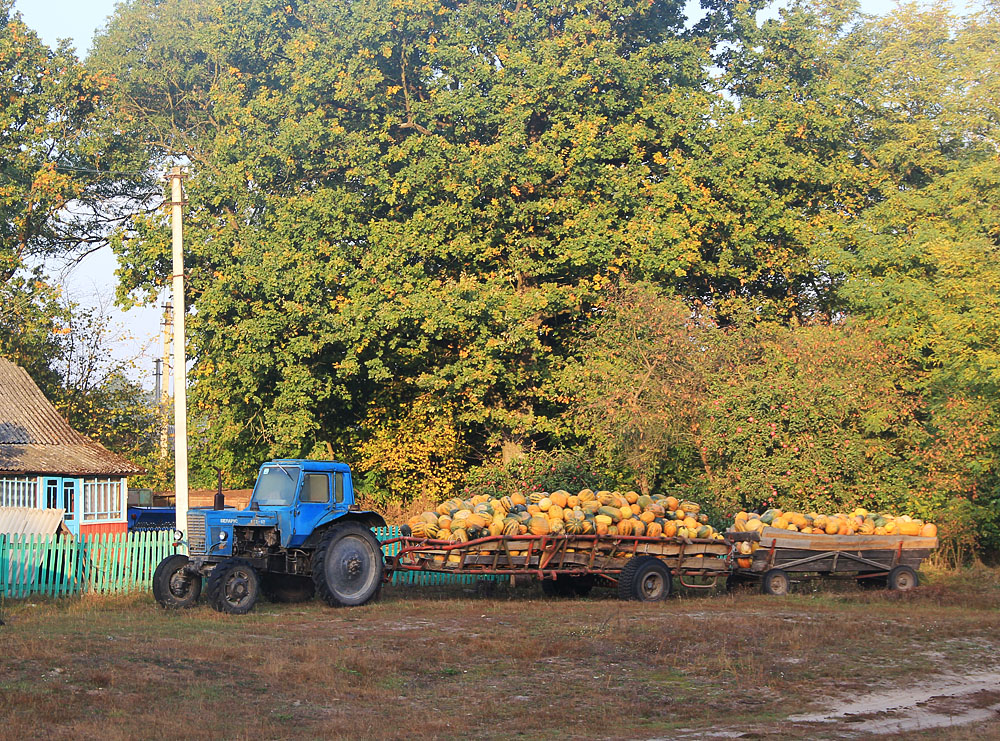
Traktorgespann im Ort

## Geschichte
Der Ort entstand 18. Jahrhundert und gehörte bis 1793 in der Woiwodschaft Ruthenien/Chełmer Land zur Adelsrepublik Polen-Litauen. Mit den Teilungen Polens fiel der Ort an das Russische Reich und lag bis zum Ende des Ersten Weltkriegs im Gouvernement Wolhynien.
Nach dem Ersten Weltkrieg kam der Ort zu Polen (in die Woiwodschaft Wolhynien, Powiat Luboml, Gmina Huszcza), im Zweiten Weltkrieg wurde er zwischen 1939 und 1941 von der Sowjetunion besetzt. Nach dem Überfall auf die Sowjetunion im Juni 1941 wurde er dann bis 1944 von Deutschland besetzt, dies gliederte den Ort in das Reichskommissariat Ukraine in den Generalbezirk Brest-Litowsk/Wolhynien-Podolien, Kreisgebiet Luboml.
Nach dem Krieg wurde der Ort der Sowjetunion zugeschlagen. Dort kam das Dorf zur Ukrainischen SSR und seit 1991 ist es ein Teil der heutigen Ukraine.

## Verwaltungsgliederung
Am 18. Juli 2017 wurde das Dorf zum Zentrum der neugegründeten Landgemeinde Riwne (ukrainisch Рівненська сільська громада/Riwnenska silska hromada). Zu dieser zählten auch noch die 16 in der untenstehenden Tabelle aufgelisteten Dörfer, bis dahin bildete das Dorf zusammen mit den Dörfern Borowe und Starowojtowe die gleichnamige Landratsgemeinde Riwne (Рівненська сільська рада/Riwnenska silska rada) im Westen des Rajons Ljuboml.
Am 17. Juli 2020 wurde der Ort Teil des Rajons Kowel.
Folgende Orte sind neben dem Hauptort Riwne Teil der Gemeinde:
| Name                     | Name               | Name                                      | Name               | Name |
| ukrainisch transkribiert | ukrainisch         | russisch                                  | polnisch           |      |
| ------------------------ | ------------------ | ----------------------------------------- | ------------------ | ---- |
| Borowe                   | Борове             | Боровое (Borowoje)                        | Borowa             |      |
| Budnyky                  | Будники            | Будники (Budniki)                         | Budniki            |      |
| Horochowyschtsche        | Гороховище         | Гороховище (Gorochowischtsche)            | Grochowiska        |      |
| Huschtscha               | Гуща               | Гуща (Guschtscha)                         | Huszcza            |      |
| Lokutky                  | Локутки            | Локутки (Lokutki)                         | Łokutki            |      |
| Mylowan                  | Миловань           | Миловань (Milowan)                        | Miłowanie          |      |
| Nowouhruske              | Новоугрузьке       | Новоугрузское (Nowougruskoje)             | Nowouhruskie       |      |
| Pidlissja                | Підлісся           | Подлесье (Podlesje)                       | Podlesie           |      |
| Polapy                   | Полапи             | Полапы                                    | Połapy             |      |
| Rohowi Smoljary          | Рогові Смоляри     | Роговые Смоляры (Rogowyje Smoljary)       | Smolary Rogowe     |      |
| Sabuschschja             | Забужжя            | Забужье (Sabuschje)                       | Zabuże             |      |
| Sokil                    | Сокіл              | Сокол (Sokol)                             | Sokół              |      |
| Starowojtowe             | Старовойтове       | Старовойтово (Starowoitowo)               | -                  |      |
| Stolynski Smoljary       | Столинські Смоляри | Столинские Смоляры (Stolinskije Smoljary) | Smolary Stoleńskie |      |
| Werbiwka                 | Вербівка           | Вербовка (Werbowka)                       | Jaźwiny            |      |
| Wyschniwka               | Вишнівка           | Вишневка (Wischnewka)                     | Opalin             |      |